# لیهولا
لیهولا (به استونیایی: Lihula) یکی از شهرک‌های کشور استونی است.
این شهرک در سال ۲۰۱۱ میلادی ۱٬۳۳۸ نفر جمعیت داشته است.

## نگارخانه

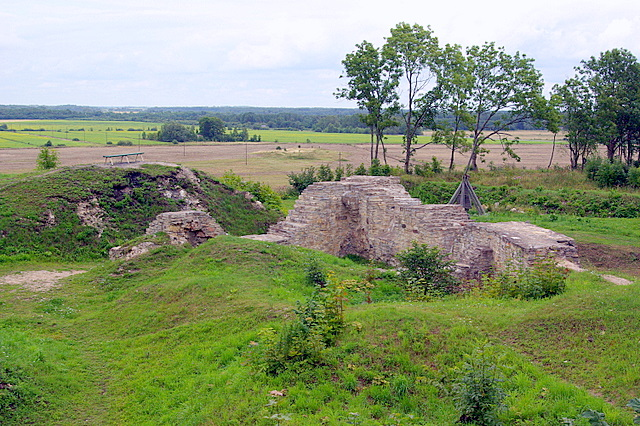
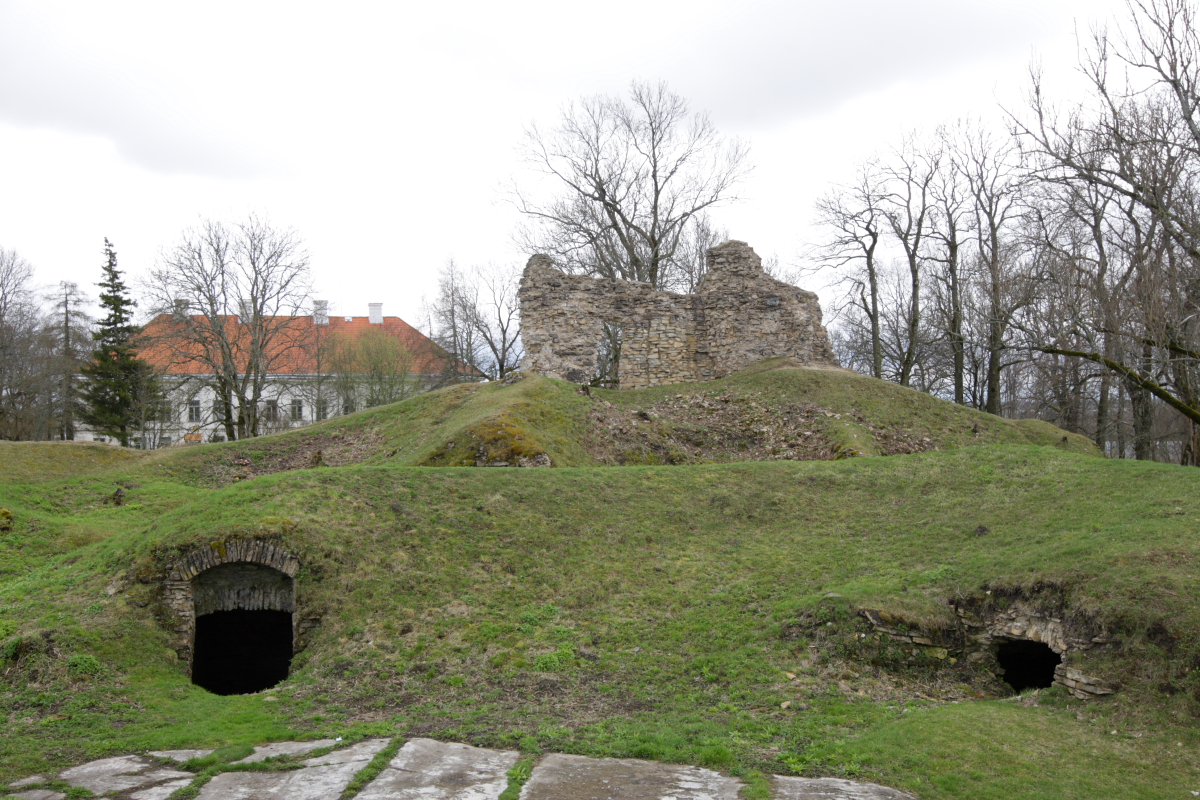
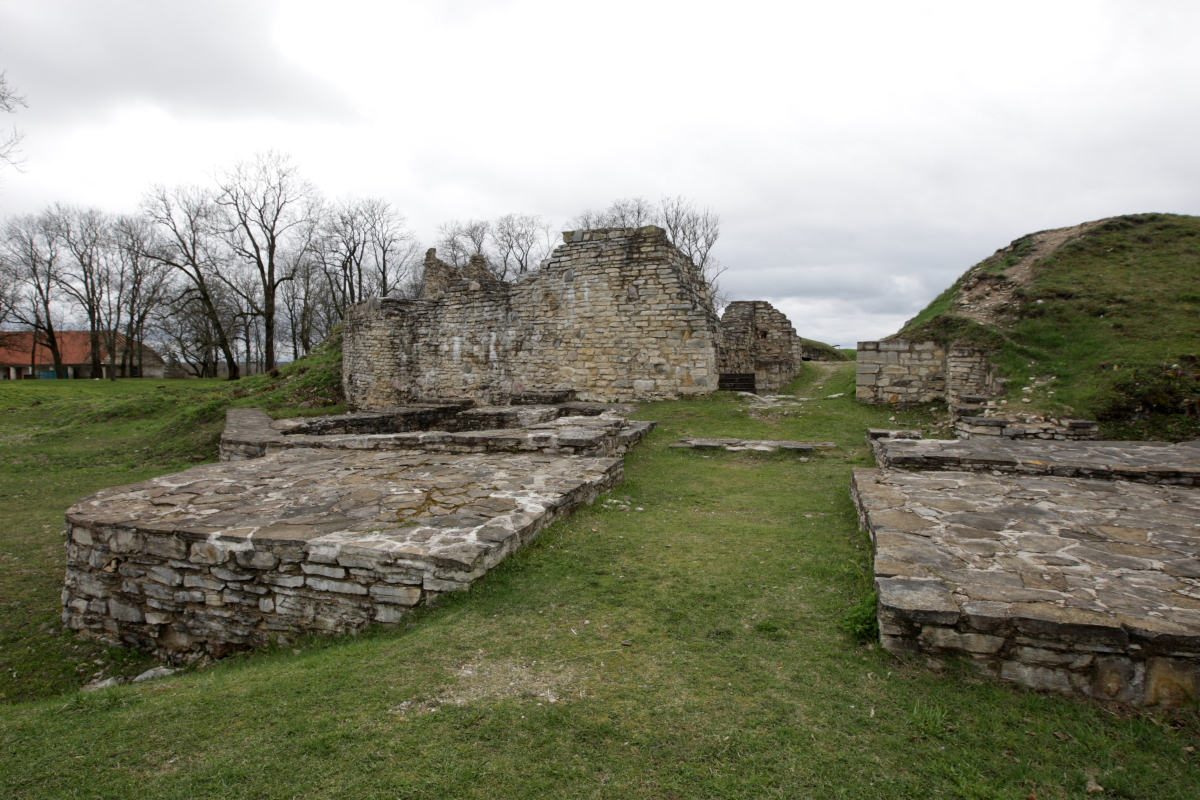
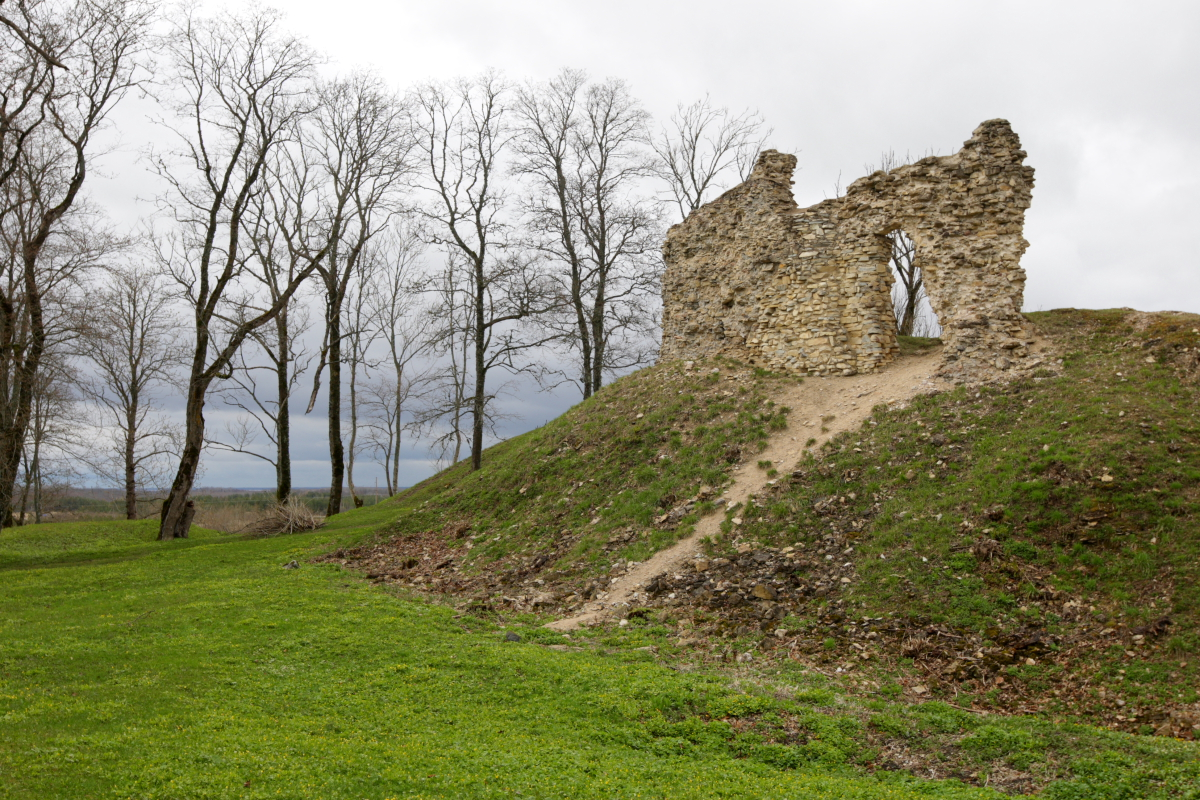
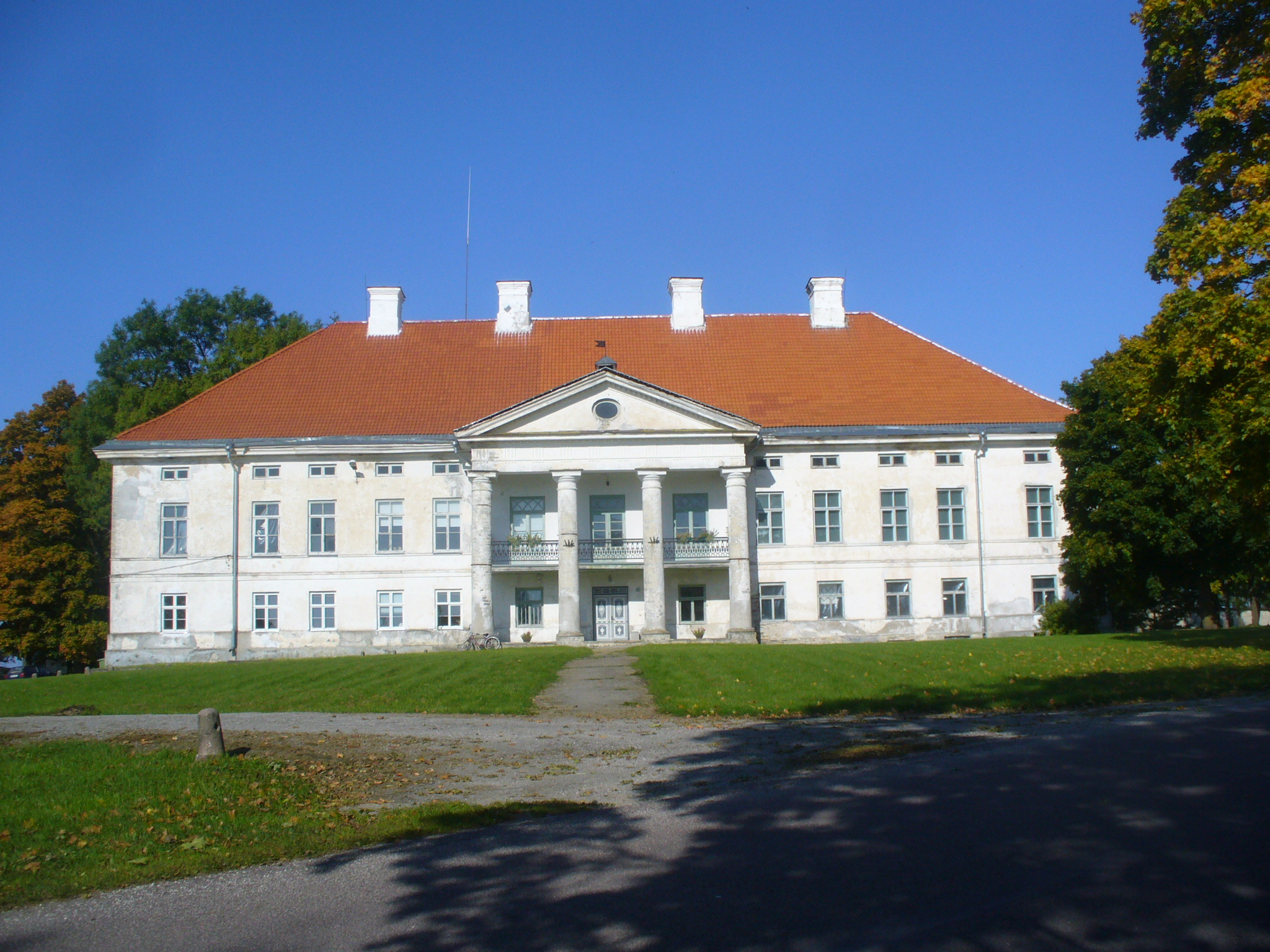